# Zamīn Anjīr
Zamīn Anjīr (persiska: زمین انجیر) är en ort i Iran.   Den ligger i provinsen Kerman, i den sydöstra delen av landet, 900 km sydost om huvudstaden Teheran. Zamīn Anjīr ligger 2 225 meter över havet och antalet invånare är 110.
Terrängen runt Zamīn Anjīr är varierad. Runt Zamīn Anjīr är det glesbefolkat, med 12 invånare per kvadratkilometer. Närmaste större samhälle är Rābor, 4,8 km väster om Zamīn Anjīr. Omgivningarna runt Zamīn Anjīr är i huvudsak ett öppet busklandskap.